# SN 1991ao
SN 1991ao – supernowa typu II odkryta 16 sierpnia 1991 roku w galaktyce UGC 270. W momencie odkrycia miała maksymalną jasność 17,80m.